# Вавау (округ)
15°57′33.84″ пд. ш. 173°46′58.8″ зх. д. / 15.9594000° пд. ш. 173.783000° зх. д.
Вавау (тонг. Vavaʻu, англ. Vavaʻu) — один з п'яти округів Королівства Тонга, розташований у центральній північній частині країни, на острівній групі Вавау.

## Географія
Округ Вавау, другий за величиною з усіх округів Тонга, розташований, за різними даними на 40-55-х островах, з яких 17-ть заселених, на острівній групі (архіпелазі) Вавау у центральній північній частині Королівства Тонга. 

## Населення
Зміна чисельності населення округу Вавау за переписом, станом на листопад місяць, з 1976 по 2011 роки:
| Роки                        | 1976   | 1986    | 1996    | 2006    | 2011    |
| --------------------------- | ------ | ------- | ------- | ------- | ------- |
| Чисельність населення, осіб | 15 068 | ▲15 175 | ▲15 715 | ▼15 505 | ▼14 922 |

З 41-го острова округу тільки 17-ть мають постійне населення: це — Вавау, Капа, Колоа, Лапе, Моуну, Нуапапу, Овака, Окоа, Оло'уа, Офу, Пангаїмоту, Тапана, Таунга, Утунгаке, Фоета, Фофоа, Хунга. Населення розосереджене у близько сорока населених пунктах.

## Адміністративний поділ
Округ Вавау розташований на групі островів Вавау. Адміністративний центр і найбільший населений пункт округу — місто Неїафу (4051 особа, 2011) розташоване на південно-східному узбережжі острова Вавау, на березі протоки «Ава Пулепулекаї».
Округ ділиться на шість районів:
- район Леїмату'а, займає частину острова Вавау, з загальною кількістю населення 2436 особи (2011), яке проживає в чотирьох населених пунктах (селах): Леїмату'а, Матаїка, Фелетоа, Холонга;
- район Моту, займає населені острови Капа, Лапе, Нуапапу, Овака, Таунга, Хунга з населенням 985 осіб (2011), яке проживає у дев'ятьох населених пунктах (селах): Капа, Лапе, Матамака, Нуапапу, Овака, Отеа, Таунга, Фалеваї, Хунга;
- район Неїафу, займає населені острови Окоа, Оло'уа, Офу та частину острова Вавау, з загальною кількістю населення 5774 особи (2011), яке проживає в семи населених пунктах: місті Неїафу та селах — Макаве, Окоа, Оло'уа, Офу, Тоула, Утуї;
- район Пангаїмоту, займає населені острови Пангаїмоту, Тапана, Утунгаке з населенням 1325 осіб (2011), яке проживає у п'ятьох населених пунктах (селах): Нга'унохо, Пангаїмоту, Тапана, Утулеї, Утунгаке;
- район Хахаке, займає острів Колоа і частину острова Вавау, з загальною кількістю населення 2297 осіб (2011), яке проживає у вісьмох населених пунктах (селах): Колоа, Мангіа, Та'анеа, Ту'анеківале, Ха'акіо, Ха'алауфулі, Холева, Хоума;
- район Хіхіфо, займає частину острова Вавау, з загальною кількістю населення 2105 осіб (2011), яке проживає у п'ятьох населених пунктах (селах): Ваїмало, Лонгомапу, Таоа, Тефісі, Ту'ануку.